# Pyrgulopsis nevadensis
Pyrgulopsis nevadensis е изчезнал вид коремоного от семейство Hydrobiidae.

## Разпространение
Видът е бил ендемичен за Съединените щати и по-точно само за Северозападна Невада, в езерата Уокър и Пирамида.